# Hội chứng sinh viên y khoa

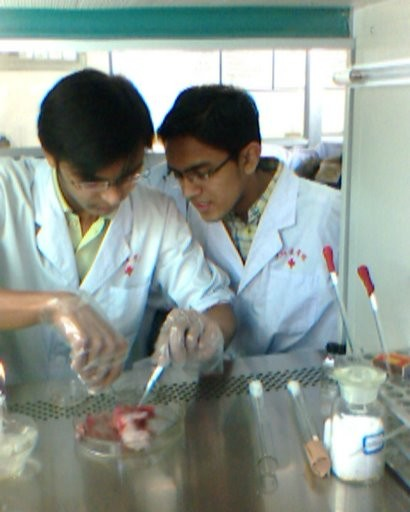
Sinh viên y khoa trong phòng thực hành.

Hội chứng sinh viên y khoa (tiếng Anh: Medical students' disease, còn gọi là second year syndrome (hội chứng năm thứ hai) hoặc intern's syndrome (Hội chứng sinh viên thực tập) là một tình trạng thường xuyên được tường thuật trong giới sinh viên y khoa, tự cảm thấy mình trải qua những triệu chứng của một căn bệnh mà họ đang nghiên cứu.
Ví dụ, khi nghiên cứu bệnh Hodgkin, một sinh viên y khoa cảm thấy phía sau tai hoặc cổ của anh ta có các hạch bạch huyết nhỏ (thực tế đó là hoàn toàn bình thường), và nghĩ rằng mình mắc bệnh Hodgkin.
Tình trạng này có liên quan đến việc lo sợ mắc phải căn bệnh đang nghiên cứu. Một số tác giả cho rằng tình trạng này phải được gọi là nomophobia (chứng sợ hãi)  chứ không phải là "hypochondriasis" (một bệnh thần kinh hoang tưởng), bởi vì các nghiên cứu được trích dẫn cho thấy một tỷ lệ rất thấp các đặc điểm của tình trạng hypochondriasis có ở những người mắc phải, và do đó thuật ngữ "hypochondriasis" sẽ có chỉ số điều trị và tiên lượng đáng ngại. Các tài liệu tham khảo  cho thấy rằng tình trạng này có liên quan đến mối bận tâm tức thời đến các triệu chứng nghi ngờ, làm cho các sinh viên để trở nên nhận thức quá mức về các rối loạn chức năng tâm lý và sinh lý bình thường; các trường hợp cho thấy ít có tương quan đến mức độ nghiêm trọng của bệnh tâm thần, đó chỉ là yếu tố ngẫu nhiên liên quan đến quá trình học tập và kinh nghiệm của họ.
Trên thực tế, hội chứng sinh viên y khoa không chỉ giới hạn ở sinh viên y khoa mà có thể ở bất cứ ai, với cái tên đầy đủ theo ICD 10 là "rối loạn nghi bệnh", việc chẩn đoán xác định cần có thời gian theo dõi là trên 6 tháng, còn dưới 6 tháng thì chỉ gọi là "rối loạn nghi bệnh thoáng qua". Một phần nguyên nhân xảy ra hội chứng này là khi ai đó đọc hay tìm hiểu về một căn bệnh hoặc rối loạn và sau đó bắt đầu tin rằng mình đang bị bệnh hay rối loạn ấy.

## Lịch sử
George Lincoln Walton, một nhà thần kinh học tại Boston, đã mô tả hội chứng này trước đây hơn một thế kỷ (năm 1908) trong một cuốn sách gọi có tên Why worry ? (Sao phải lo lắng?) . Cuốn sách này được viết sau khi ông phát hiện ra rằng nhiều nhà giáo dục y tế bị liên tục tư vấn bởi các sinh viên vì họ lo sợ mắc phải những bệnh mà họ đang nghiên cứu. Chẳng hạn như kiến thức về viêm phổi gây đau một nơi nào đó dẫn tới sự tập trung chú ý đến khu vực này làm cho bất cứ một cảm giác ở đó đưa tới lo âu"(p. 75). Chỉ kiến thức về vị trí ruột thừa biến những cảm giác vô hại nhất ở vùng đó thành các triệu chứng của một mối đe dọa nghiêm trọng (p. 74).
Walton sử dụng ba ẩn dụ:
Trong lần đầu tiên, ông nói, các sinh viên đều trả lời họ nhìn thấy một con côn trùng dưới kính hiển vi; côn trùng có vẻ thực sự rất lớn, và chỉ đơn giản nói rằng nó không phải là không có sức thuyết phục cho những người chưa hiểu rằng ông đã tăng thấu kính kính hiển vi;
Thứ hai là trường hợp của một người sống gần một thác nước lớn. Miễn là anh không quá chú ý, thì nó chắc không phải là vấn đề, nhưng khi mà sự tập trung chú ý quá mức vào âm thanh của thác nước, điều này có vẻ quan trọng hơn, có lẽ, trở nên nó làm anh ta không thể chịu nổi. Tiếng ồn này không phải là tưởng tượng. Đây là một cảm giác thông thường khi dành nhiều tâm trí, ví dụ bằng cách dành năng lượng của mình vào cái điều gì đó;
Thứ ba là trường hợp của những người cụt chân tay cảm thấy có một chân tay ma. Rõ ràng nó không tồn tại, nhưng những bệnh nhân lại thực sự cảm thấy có những cảm giác (cũng được biết đến thần kinh) này.
Các nghiên cứu trong năm 1960 cho thấy rằng hơn 70% các sinh viên y khoa từng ít nhất một lần lo sợ về một bệnh ma.
Gần đây các nghiên cứu khác đã kết luận rằng hiện tượng này đã được phóng đại và những thanh niên khác cũng đã từng trải qua bệnh ảo; Theo một nghiên cứu được công bố vào năm 1986, sinh viên y khoa không phải là những người nhiều khả năng hypochondriacs hơn so với sinh viên luật.
Một bài báo năm 2001 kết luận rằng tân sinh viên đang quá quan tâm đến sức khỏe của họ, nhưng đây chỉ được coi là một trường hợp bình thường không phải là một hình thức thực sự của bệnh thần kinh.

## Mô tả
Trong thời gian học tập nghiên cứu, sinh viên y khoa phải học các danh sách khác nhau về các hội chứng và dấu hiệu hoặc triệu chứng bệnh. Họ cảm thấy họ cũng đang có một số dấu hiệu và triệu chứng đó, lo lắng mình đang mắc bệnh. Ví dụ, khi nghiên cứu một khối u não, một trong những dấu hiệu chính là đau đầu. Khi họ cảm thấy nhức đầu, họ tin rằng nó được gây ra bởi một khối u trong não. Tuy nhiên điều này không chỉ giới hạn ở sinh viên y khoa.
Hội chứng này trở nên phổ biến hơn và có thể được tìm thấy trong công chúng nói chung khi người ta bắt đầu sử dụng Internet. Bệnh nhân hiện nay thường tìm kiếm thông tin trước về các bệnh hoặc triệu chứng bệnh trên các trang web hay qua các công cụ tìm kiếm như google, trước khi nhận ý kiến chuyên môn từ các bác sĩ. Không ít người đã cảm thấy khó chịu, hoặc suy sụp tinh thần khi tìm thấy các triệu chứng mà mình gặp tương tự như triệu chứng từ một bệnh mạn tính, hay hiếm gặp nào đó. Đây là mặt xấu của thông tin qua Internet, đặc biệt là nếu họ tham khảo những vấn đề về sức khỏe từ những nguồn thông tin không chính xác.
Một số người khi chứng kiến cái chết do bệnh hiểm nghèo của người thân hay những người xung quanh hoặc chính bản thân từng trải qua một bệnh lý hiểm nghèo mà đã chữa khỏi cũng có thể mắc loại hội chứng này.

## Nguyên nhân
Điều trớ trêu là các nghiên cứu học tập về y học lại có tác động tiêu cực đến sức khỏe sinh viên. Sinh viên y khoa, họ thường không có lối sống lành mạnh như ăn thức ăn không hợp vệ sinh, uống cà phê hay nước uống tăng lực giúp vượt qua các bài tập hay để thức khuya học bài; tình trạng mất ngủ kéo dài và bị "nhồi nhét" nhiều kiến thức vào đầu những điều khủng khiếp nhất của bệnh tật xảy ra với những người mà bề ngoài khỏe mạnh và không nghĩ là có bệnh. Sự xuất hiện một biểu hiện khó chịu, đau nửa đầu hay cảm lạnh... làm họ dễ quy kết các biểu hiện này là một bệnh nào đó nhưng thực chất họ không mắc bệnh nào cả.
Tuy vậy nguyên nhân quan trọng mà hội chứng này hay gặp ở sinh viên y khoa là do đặc thù y khoa, sinh viên hay tiếp xúc nhiều và liên tục với nhiều bệnh, đặc biệt là các bệnh nan y. Cùng với kiến thức y học chưa thật đầy đủ, nhất là những sinh viên năm đầu, do đó họ không thể giải thích đúng đắn và phù hợp các biểu hiện sinh lý bình thường của cơ thể nên có xu hướng cường điệu hóa các triệu chứng bình thường trở nên trầm trọng, gây ra sự lo lắng cho bản thân.
Thời gian xuất hiện của hội chứng
Mặc dù hội chứng này có thể xuất hiện bất cứ lúc nào trong cuộc sống của các sinh viên y khoa hay bác sĩ, những trường hợp hay gặp ở Ấn Độ là những sinh viên y khoa trong năm thứ nhất, hay năm đầu đi thực tập lâm sàng hay trong năm đầu sau khi tốt nghiệp.
Các bệnh thường gặp nhất
Nhiều bệnh nhân của hội chứng là các sinh viên y khoa bệnh tâm thần.

## Điều trị

### Liệu pháp tâm lý
Đây là liệu pháp không thể thiếu trong việc điều trị, tuy nhiên hiệu quả của nó còn phụ thuộc vào nhân cách của bệnh nhân, và năng lực của nhà tâm lý.
Khi này nhà tâm lý sẽ giải thích cho người bệnh hiểu rõ tình trạng thực tế của mình - gọi là liệu pháp giải thích hợp lý, bởi rối loạn này có nguồn gốc là sự hiểu biết không đầy đủ của bệnh nhân. Cách khác là nhà tâm lý ám thị cho bệnh nhân - gọi là liệu pháp ám thị để loại bỏ các triệu chứng mà bệnh nhân đang có.

### Thuốc
Có thể dùng thuốc để khống chế các triệu chứng rồi sau đó trị liệu hành vi
Nhằm điều trị hỗ trợ để khống chế các triệu chứng kèm theo của chứng "rối loạn lo âu" do nghi ngờ mình bị bệnh nặng mà ra, hoặc các thuốc chống trầm cảm nếu bệnh nhân có kèm theo trầm cảm... rồi sau đó trị liệu hành vi.
Người bệnh cũng có thể tự vượt qua nếu như có nhân cách mạnh mẽ, cùng với các yếu tố tác động tâm lý không mạnh. Ngược lại, trong trường hợp xấu sẽ khiến người bệnh trở nên quá bi quan hay trầm cảm.

## Giảng dạy
Năm 2001, Moss-Morris R & Petrie KJ (2001) từ một nghiên cứu được xây dựng trên cơ sở các câu hỏi ở sinh viên y khoa rằng hội chứng này tồn tại, và ông đề nghị nó phải được coi như tình trạng thông thường chứ không phải là một hình thức của một bệnh thần kinh.
Họ cảm thấy rằng điều này nên được được đưa vào giảng dạy cho sinh viên y khoa khi họ bước vào chương trình học, sẽ làm giảm căng thẳng hoặc khó chịu liên quan tới căn bệnh này nếu và khi nó xuất hiện.
Những nạn nhân của hội chứng này có thể ngần ngại hỏi ý hay nói chuyện, vì sợ có vẻ lố bịch hoặc sợ rằng triệu chứng như vậy không phải là một dấu hiệu tốt, các bác sĩ cũng đã nổi tiếng bất đắc dĩ khi trở thành bệnh nhân ghi nhận TS Collier (2008) của "Hiệp hội Y khoa Canada".
Tiến sĩ Derek Puddester (Giám đốc của trường y khoa của các chương trình y tế tại Đại học Ottawa) cho biết, cũng có những trường hợp tự chẩn đoán được thực hiện bởi các sinh viên chứng minh là sự thật. Ông tin rằng một sinh viên lo ngại về tình trạng sức khỏe của mình nên tham khảo ý kiến bác sĩ gia đình.
Như vậy, các hội chứng của các sinh viên y khoa không nên bị từ chối. Nó có thể giúp thay đổi quan niệm sinh viên, giúp họ có khái niệm về bệnh.
Werner đề nghị giảng viên y khoa hỗ trợ cho sinh viên trong quá trình thực tập và hoặc các nhóm nhỏ để giao lưu giữa sinh viên và giảng viên lâm sàng. 